# 吉田光宏 (物理学者)
吉田光宏（よしだみつひろ）は、日本の物理学者。高エネルギー加速器研究機構准教授。

## 経歴
- 高エネルギー加速器研究機構 准教授
- 2012年 - ILC戦略会議 委員